# Astracantha multispina
Astracantha multispina là một loài thực vật có hoa trong họ Đậu. Loài này được (Freyn & Bornm.) Podlech miêu tả khoa học đầu tiên.